# Luka, Česká Lípa
Luka là một làng thuộc huyện Česká Lípa, vùng Liberecký, Cộng hòa Séc.